# 士贞子
士渥濁（？—？），即士贞子，亦称士伯和士贞伯，中国春秋时期晋国的太傅。
前597年，邲之战后，荀林父向晋景公请死，士渥濁劝止。前594年，荀林父破狄有功，晋景公赏赐他，并将瓜衍封给士贞子。前586年，士渥濁认为赵婴和庄姬私通而被放逐将因祸得福。三年后，即前583年，庄姬为了赵婴逃亡的缘故，向晋景公诬陷说：“赵同、赵括将要作乱。栾氏、郤氏可作证。”六月，晋国杀赵同、赵括。前573年，晋悼公即位，以士渥濁为太傅。